# Rhipidia synspilota
Rhipidia synspilota är en tvåvingeart som först beskrevs av Alexander 1935.  Rhipidia synspilota ingår i släktet Rhipidia och familjen småharkrankar. Inga underarter finns listade i Catalogue of Life.